# PAOK B
El PAOK B (en griego: ΠΑΕ ΠΑΟΚ Β, Πανθεσσαλονίκειος Αθλητικός Όμιλος Κωνσταντινουπολιτών,  Panthessaloníkios Athlitikós Ómilos Konstadinoupolitón) es un equipo de fútbol de Grecia que juega en la Segunda Superliga de Grecia, la segunda división nacional.

## Historia
Fue fundado en el año 2021 en la ciudad de Salónica en la región de Macedonia como el equipo filial del PAOK FC, por lo que no es elegible para jugar en la Superliga de Grecia ni en la Copa de Grecia.